# Ronde van Oman 2014
De 5e editie van de wielerwedstrijd Ronde van Oman vond plaats in 2014 van 18 tot en met 23 februari. De start was bij het As Suwayq Castle, de finish bij de Matrah Corniche. De ronde maakte deel uit van de UCI Asia Tour 2014, in de wedstrijdcategorie 2.HC. Net als in de vorige editie won de Brit Chris Froome het eindklassement.

## Deelnemende ploegen
| WorldTour               | ProContinentaal             |
| ----------------------- | --------------------------- |
| AG2R-La Mondiale        | Bardiani CSF                |
| Astana                  | IAM Cycling                 |
| Belkin Pro Cycling      | NetApp-Endura               |
| BMC Racing Team         | Topsport Vlaanderen-Baloise |
| Cannondale              | UnitedHealthcare            |
| FDJ.fr                  |                             |
| Omega Pharma-Quick-Step |                             |
| Orica-GreenEdge         |                             |
| Katjoesja               |                             |
| Lotto-Belisol           |                             |
| Sky ProCycling          |                             |
| Tinkoff-Saxo            |                             |
| Trek Factory Racing     |                             |

## Etappe-overzicht
| etappe | datum       | start            | finish              | afstand  | winnaar            | klassementsleider |
| ------ | ----------- | ---------------- | ------------------- | -------- | ------------------ | ----------------- |
| 1e     | 18 februari | As Suwayq Castle | Naseem Garden       | 164,5 km | André Greipel      | André Greipel     |
| 2e     | 19 februari | Al Bustan        | Quriyat             | 139 km   | Alexander Kristoff | Leigh Howard      |
| 3e     | 20 februari | Bank Muscat      | Al Bustan           | 145 km   | André Greipel      | André Greipel     |
| 4e     | 21 februari | Wadi Al Abiyad   | Ministry of Housing | 173 km   | Peter Sagan        | Peter Sagan       |
| 5e     | 22 februari | BidBid           | Jabal Al Akhdar     | 147,5 km | Chris Froome       | Chris Froome      |
| 6e     | 23 februari | As Sifah         | Matrah Corniche     | 146,5 km | André Greipel      | Chris Froome      |

## Etappe-uitslagen

### 1e etappe
| As Suwayq Castle - Naseem Garden (164,5 km) |                     |                             |          |
| Plaats                                      | Naam                | Ploeg                       | Tijd     |
| Winnaar                                     | André Greipel       | Lotto-Belisol               | 4u03'31" |
| 2                                           | Leigh Howard        | Orica-GreenEdge             | z.t.     |
| 3                                           | Nicola Ruffoni      | Bardiani CSF                | z.t.     |
| 4                                           | Nacer Bouhanni      | FDJ.fr                      | z.t.     |
| 5                                           | Tom Boonen          | Omega Pharma-Quick-Step     | z.t.     |
| 6                                           | Michael Van Staeyen | Topsport Vlaanderen-Baloise | z.t.     |
| 7                                           | Barry Markus        | Belkin Pro Cycling          | z.t.     |
| 8                                           | Steve Chainel       | AG2R-La Mondiale            | z.t.     |
| 9                                           | Alexander Kristoff  | Katjoesja                   | z.t.     |
| 10                                          | Borut Božič         | Astana                      | z.t.     |

| Algemeen klassement |                    |                             |          |
| Plaats              | Naam               | Ploeg                       | Tijd     |
| Rode trui           | André Greipel      | Lotto-Belisol               | 4u03'21" |
| 2                   | Leigh Howard       | Orica-GreenEdge             | + 0'04"  |
| 3                   | Nicola Ruffoni     | Bardiani CSF                | + 0'06"  |
| 4                   | Preben Van Hecke   | Topsport Vlaanderen-Baloise | z.t.     |
| 5                   | Niki Terpstra      | Omega Pharma-Quick-Step     | + 0'07"  |
| 6                   | Nicola Boem        | Bardiani CSF                | z.t.     |
| 7                   | Stijn Devolder     | Trek Factory Racing         | + 0'09"  |
| 8                   | Alessandro Bazzana | UnitedHealthcare            | z.t.     |
| 9                   | Nacer Bouhanni     | FDJ.fr                      | + 0'10"  |
| 10                  | Tom Boonen         | Omega Pharma-Quick-Step     | z.t.     |

### 2e etappe
| Al Bustan - Quriyat |                      |                             |          |
| Plaats              | Naam                 | Ploeg                       | Tijd     |
| Winnaar             | Alexander Kristoff   | Katjoesja                   | 3u12'01" |
| 2                   | Leigh Howard         | Orica-GreenEdge             | z.t.     |
| 3                   | Tom Boonen           | Omega Pharma-Quick-Step     | z.t.     |
| 4                   | Robert Förster       | UnitedHealthcare            | z.t.     |
| 5                   | Nacer Bouhanni       | FDJ.fr                      | z.t.     |
| 6                   | Nicola Ruffoni       | Bardiani CSF                | z.t.     |
| 7                   | Pieter Vanspeybrouck | Topsport Vlaanderen-Baloise | z.t.     |
| 8                   | Marcus Burghardt     | BMC Racing Team             | z.t.     |
| 9                   | Matteo Trentin       | Omega Pharma-Quick-Step     | z.t.     |
| 10                  | Sam Bennett          | NetApp-Endura               | z.t.     |
|                     |                      |                             |          |
| 15                  | Barry Markus         | Belkin Pro Cycling          | z.t.     |

| Algemeen klassement |                    |                             |          |
| Plaats              | Naam               | Ploeg                       | Tijd     |
| Rode trui           | Leigh Howard       | Orica-GreenEdge             | 7u15'20" |
| 2                   | Alexander Kristoff | Katjoesja                   | + 0'02"  |
| 3                   | André Greipel      | Lotto-Belisol               | z.t.     |
| 4                   | Preben Van Hecke   | Topsport Vlaanderen-Baloise | z.t.     |
| 5                   | Tom Boonen         | Omega Pharma-Quick-Step     | + 0'08"  |
| 6                   | Nicola Ruffoni     | Bardiani CSF                | z.t.     |
| 7                   | Paolo Colonna      | Bardiani CSF                | z.t.     |
| 8                   | Nicola Boem        | Bardiani CSF                | + 0'09"  |
| 9                   | Tony Gallopin      | Lotto-Belisol               | + 0'11"  |
| 10                  | Stijn Devolder     | Trek Factory Racing         | z.t.     |
|                     |                    |                             |          |
| 15                  | Barry Markus       | Belkin Pro Cycling          | + 0'12"  |

### 3e etappe
| Bank Muscat - Al Bustan |                   |                         |          |
| Plaats                  | Naam              | Ploeg                   | Tijd     |
| Winnaar                 | André Greipel     | Lotto-Belisol           | 3u29'08" |
| 2                       | Peter Sagan       | Cannondale              | z.t.     |
| 3                       | Nacer Bouhanni    | FDJ.fr                  | z.t.     |
| 4                       | Ben Swift         | Sky ProCycling          | z.t.     |
| 5                       | Marco Canola      | Bardiani CSF            | z.t.     |
| 6                       | Zdeněk Štybar     | Omega Pharma-Quick-Step | z.t.     |
| 7                       | Francesco Gavazzi | Astana                  | z.t.     |
| 8                       | Zakkari Dempster  | NetApp-Endura           | z.t.     |
| 9                       | Matteo Trentin    | Omega Pharma-Quick-Step | z.t.     |
| 10                      | Enrico Battaglin  | Bardiani CSF            | z.t.     |
|                         |                   |                         |          |
| 12                      | Philippe Gilbert  | BMC Racing Team         | z.t.     |
| 22                      | Lars Boom         | Belkin Pro Cycling      | z.t.     |

| Algemeen klassement |                    |                         |           |
| Plaats              | Naam               | Ploeg                   | Tijd      |
| Rode trui           | André Greipel      | Lotto-Belisol           | 10u44'20" |
| 2                   | Leigh Howard       | Orica-GreenEdge         | + 0'08"   |
| 3                   | Alexander Kristoff | Katjoesja               | + 0'10"   |
| 4                   | Peter Sagan        | Cannondale              | + 0'14"   |
| 5                   | Nacer Bouhanni     | FDJ.fr                  | + 0'16"   |
| 6                   | Tom Boonen         | Omega Pharma-Quick-Step | z.t.      |
| 7                   | Tony Gallopin      | Lotto-Belisol           | + 0'19"   |
| 8                   | Alessandro Bazzana | UnitedHealthcare        | z.t.      |
| 9                   | Ben Swift          | Sky ProCycling          | + 0'20"   |
| 10                  | Daniele Bennati    | Tinkoff-Saxo            | z.t.      |
|                     |                    |                         |           |
| 30                  | Robert Gesink      | Belkin Pro Cycling      | z.t.      |

### 4e etappe
| Wadi Al Abiyad - Ministry of Housing |                       |                         |          |
| Plaats                               | Naam                  | Ploeg                   | Tijd     |
| Winnaar                              | Peter Sagan           | Cannondale              | 4u02'20" |
| 2                                    | Rigoberto Urán        | Omega Pharma-Quick-Step | z.t.     |
| 3                                    | Vincenzo Nibali       | Astana                  | + 0'02"  |
| 4                                    | Daryl Impey           | Orica-GreenEdge         | z.t.     |
| 5                                    | Tony Gallopin         | Lotto-Belisol           | z.t.     |
| 6                                    | Daniel Moreno         | Katjoesja               | z.t.     |
| 7                                    | Francesco Gavazzi     | Astana                  | z.t.     |
| 8                                    | Zdeněk Štybar         | Omega Pharma-Quick-Step | z.t.     |
| 9                                    | Thomas Lövkvist       | IAM Cycling             | z.t.     |
| 10                                   | Moreno Moser          | Cannondale              | z.t.     |
|                                      |                       |                         |          |
| 14                                   | Robert Gesink         | Belkin Pro Cycling      | z.t.     |
| 20                                   | Jurgen Van den Broeck | Lotto-Belisol           | z.t.     |

| Algemeen klassement |                       |                         |           |
| Plaats              | Naam                  | Ploeg                   | Tijd      |
| Rode trui           | Peter Sagan           | Cannondale              | 14u46'44" |
| 2                   | Rigoberto Urán        | Omega Pharma-Quick-Step | + 0'10"   |
| 3                   | Vincenzo Nibali       | Astana                  | + 0'14"   |
| 4                   | Tony Gallopin         | Lotto-Belisol           | + 0'17"   |
| 5                   | Daryl Impey           | Orica-GreenEdge         | + 0'18"   |
| 6                   | Francesco Gavazzi     | Astana                  | z.t.      |
| 7                   | Roman Kreuziger       | Tinkoff-Saxo            | z.t.      |
| 8                   | Chris Froome          | Sky ProCycling          | z.t.      |
| 9                   | Tejay van Garderen    | BMC Racing Team         | z.t.      |
| 10                  | Robert Gesink         | Belkin Pro Cycling      | z.t.      |
|                     |                       |                         |           |
| 16                  | Jurgen Van den Broeck | Lotto-Belisol           | z.t.      |

### 5e etappe
| BidBid - Jabal Al Akhdar (147,5 km) |                       |                         |          |
| Plaats                              | Naam                  | Ploeg                   | Tijd     |
| Winnaar                             | Chris Froome          | Sky ProCycling          | 3u49'53" |
| 2                                   | Tejay van Garderen    | BMC Racing Team         | + 0'22"  |
| 3                                   | Rigoberto Urán        | Omega Pharma-Quick-Step | + 0'33"  |
| 4                                   | Joaquim Rodríguez     | Katjoesja               | + 0'38"  |
| 5                                   | Robert Gesink         | Belkin Pro Cycling      | + 0'47"  |
| 6                                   | Domenico Pozzovivo    | AG2R-La Mondiale        | + 0'51"  |
| 7                                   | Arnold Jeannesson     | FDJ.fr                  | + 0'56"  |
| 8                                   | Romain Bardet         | AG2R-La Mondiale        | + 0'59"  |
| 9                                   | Sergio Henao          | Sky ProCycling          | + 1'09"  |
| 10                                  | Roman Kreuziger       | Tinkoff-Saxo            | + 1'15"  |
|                                     |                       |                         |          |
| 20                                  | Jurgen Van den Broeck | Lotto-Belisol           | + 1'48"  |

| Algemeen klassement |                       |                         |           |
| Plaats              | Naam                  | Ploeg                   | Tijd      |
| Rode trui           | Chris Froome          | Sky ProCycling          | 18u36'45" |
| 2                   | Tejay van Garderen    | BMC Racing Team         | + 0'26"   |
| 3                   | Rigoberto Urán        | Omega Pharma-Quick-Step | + 0'31"   |
| 4                   | Joaquim Rodríguez     | Katjoesja               | + 0'48"   |
| 5                   | Robert Gesink         | Belkin Pro Cycling      | + 0'57"   |
| 6                   | Domenico Pozzovivo    | AG2R-La Mondiale        | + 1'01"   |
| 7                   | Sergio Henao          | Sky ProCycling          | + 1'19"   |
| 8                   | Roman Kreuziger       | Tinkoff-Saxo            | + 1'25"   |
| 9                   | Johann Tschopp        | IAM Cycling             | + 1'32"   |
| 10                  | Daniel Moreno         | Katjoesja               | + 1'34"   |
|                     |                       |                         |           |
| 16                  | Jurgen Van den Broeck | Lotto-Belisol           | + 1'58"   |

### 6e etappe
| As Sifah - Matrah Corniche (146,5 km) |                    |                         |          |
| Plaats                                | Naam               | Ploeg                   | Tijd     |
| Winnaar                               | André Greipel      | Lotto-Belisol           | 3u25'41" |
| 2                                     | Nacer Bouhanni     | FDJ.fr                  | z.t.     |
| 3                                     | Sam Bennett        | NetApp-Endura           | z.t.     |
| 4                                     | Alexander Kristoff | Katjoesja               | z.t.     |
| 5                                     | Michael Mørkøv     | Tinkoff-Saxo            | z.t.     |
| 6                                     | Filippo Fortin     | Bardiani CSF            | z.t.     |
| 7                                     | Matteo Trentin     | Omega Pharma-Quick-Step | z.t.     |
| 8                                     | Jens Keukeleire    | Orica-GreenEdge         | z.t.     |
| 9                                     | Borut Božič        | Astana                  | z.t.     |
| 10                                    | Peter Sagan        | Cannondale              | z.t.     |
|                                       |                    |                         |          |
| 17                                    | Martijn Maaskant   | UnitedHealthcare        | z.t.     |

## Eindklassementen
| Plaats    | Naam                  | Ploeg                   | Tijd      |
| --------- | --------------------- | ----------------------- | --------- |
| Rode trui | Chris Froome          | Sky ProCycling          | 22u02'26" |
| 2         | Tejay van Garderen    | BMC Racing Team         | + 0'26"   |
| 3         | Rigoberto Urán        | Omega Pharma-Quick-Step | + 0'31"   |
| 4         | Joaquim Rodríguez     | Katjoesja               | + 0'48"   |
| 5         | Robert Gesink         | Belkin Pro Cycling      | + 0'57"   |
| 6         | Domenico Pozzovivo    | AG2R-La Mondiale        | + 1'01"   |
| 7         | Sergio Henao          | Sky ProCycling          | + 1'19"   |
| 8         | Roman Kreuziger       | Tinkoff-Saxo            | + 1'25"   |
| 9         | Johann Tschopp        | IAM Cycling             | + 1'32"   |
| 10        | Daniel Moreno         | Katjoesja               | + 1'34"   |
| 11        | Arnold Jeannesson     | FDJ.fr                  | + 1'50"   |
| 12        | Vincenzo Nibali       | Astana                  | + 1'51"   |
| 13        | Romain Bardet         | AG2R-La Mondiale        | + 1'53"   |
| 14        | Daryl Impey           | Orica-GreenEdge         | + 1'58"   |
| 15        | Thomas Lövkvist       | IAM Cycling             | z.t.      |
| 16        | Jurgen Van den Broeck | Lotto-Belisol           | z.t.      |
| 17        | Leopold König         | NetApp-Endura           | + 2'15"   |
| 18        | Ivan Santaromita      | Orica-GreenEdge         | + 2'21"   |
| 19        | Fränk Schleck         | Trek Factory Racing     | + 2'29"   |
| 20        | Mikel Nieve           | Sky ProCycling          | + 2'44"   |

| Plaats      | Naam             | Ploeg                       | Punten |
| ----------- | ---------------- | --------------------------- | ------ |
| Groene trui | André Greipel    | Lotto-Belisol               | 45     |
| 2           | Nacer Bouhanni   | FDJ.fr                      | 34     |
| 3           | Peter Sagan      | Cannondale                  | 28     |
|             |                  |                             |        |
| 6           | Preben Van Hecke | Topsport Vlaanderen-Baloise | 18     |
| 23          | Niki Terpstra    | Omega Pharma-Quick-Step     | 6      |

| Plaats     | Naam             | Ploeg                       | Tijd      |
| ---------- | ---------------- | --------------------------- | --------- |
| Witte trui | Romain Bardet    | AG2R-La Mondiale            | 22u04'19" |
| 2          | Kenny Elissonde  | FDJ.fr                      | + 0'52"   |
| 3          | David de la Cruz | NetApp-Endura               | + 1'17"   |
|            |                  |                             |           |
| 5          | Zico Waeytens    | Topsport Vlaanderen-Baloise | + 3'09"   |
| 17         | Barry Markus     | Belkin Pro Cycling          | + 30'02"  |

| Plaats | Naam             | Ploeg                       | Punten |
| ------ | ---------------- | --------------------------- | ------ |
| 1      | Preben Van Hecke | Topsport Vlaanderen-Baloise | 21     |
| 2      | Jelle Wallays    | Topsport Vlaanderen-Baloise | 15     |
| 3      | Nicola Boem      | Bardiani CSF                | 13     |
|        |                  |                             |        |
| 7      | Niki Terpstra    | Omega Pharma-Quick-Step     | 6      |

| Plaats | Ploeg              | Tijd      |
| ------ | ------------------ | --------- |
|        | Sky ProCycling     | 66u11'00" |
| 2      | IAM Cycling        | + 2'30"   |
| 3      | AG2R-La Mondiale   | + 3'02"   |
|        |                    |           |
| 6      | Lotto-Belisol      | + 4'18"   |
| 11     | Belkin Pro Cycling | + 7'00"   |

## Klassementenverloop
| Rit         | Winnaar            | Algemeen klassement · | Puntenklassement · | Jongerenklassement · | Ploegenklassement ·         | Strijdlust ·     |
| ----------- | ------------------ | --------------------- | ------------------ | -------------------- | --------------------------- | ---------------- |
| 1           | André Greipel      | André Greipel         | André Greipel      | Leigh Howard         | Topsport Vlaanderen-Baloise | Preben Van Hecke |
| 2           | Alexander Kristoff | Leigh Howard          | Leigh Howard       | Leigh Howard         | Topsport Vlaanderen-Baloise | Preben Van Hecke |
| 3           | André Greipel      | André Greipel         | André Greipel      | Leigh Howard         | Omega Pharma-Quick-Step     | Preben Van Hecke |
| 4           | Peter Sagan        | Peter Sagan           | André Greipel      | Peter Sagan          | Orica-GreenEdge             | Jelle Wallays    |
| 5           | Chris Froome       | Chris Froome          | André Greipel      | Romain Bardet        | Sky ProCycling              | Preben Van Hecke |
| 6           | André Greipel      | Chris Froome          | André Greipel      | Romain Bardet        | Sky ProCycling              | Preben Van Hecke |
| Eindstanden | Eindstanden        | Chris Froome          | André Greipel      | Romain Bardet        | Sky ProCycling              | Preben Van Hecke |

2010 · 2011 · 2012 · 2013 · 2014 · 2015 · 2016 · 2017 · 2018 · 2019 · 2020-2021 · 2022 · 2023 · 2024 · 2025
 Japan Cup · 
 Ronde van Hainan · 
 Ronde van het Taihu-meer · 
 Ronde van Dubai · 
 Ronde van Qatar · 
 Ronde van Oman · 
 Ronde van Langkawi · 
 Ronde van Taiwan · 
 Ronde van Japan · 
 Ronde van Korea · 
 Ronde van Iran · 
 Ronde van het Qinghaimeer · 
 Ronde van China I · 
 Ronde van China II · 
 Ronde van Almaty · 
 Japan Cup · 
 Ronde van Hainan · 
 Ronde van het Taihu-meer